# اختر کبود
اختر کبود (نام علمی: Canna glauca) نام یک گونه از سرده اختر است.